# Acetal
Acetal je označení funkční skupiny s obecným vzorcem R2C(OR')2, kde R a R' jsou organické skupiny. Centrální uhlíkový atom je navázán na čtyři takové skupiny; molekula je tedy nasycená a má tetraedrickou geometrii. Skupiny OR' mohou být stejné i rozdílné; podobná situace je u skupin R – pokud jsou stejné, jedná se o „symetrický acetal“, jsou-li rozdílné, jde o „asymetrický“ či „smíšený acetal“; v takovém případě může být dokonce jednou z těchto skupin vodík. Acetaly se připravují z karbonylových sloučenin, na něž je lze zpětně přeměnit. Pro sloučeniny odvozené od ketonů se někdy používá pojmenování ketal, zatímco samotným pojmem acetal jsou pak označovány pouze sloučeniny odvozené od aldehydů.
Ke tvorbě acetalu dochází, když je hydroxylová skupina poloacetalu protonována a ztrácí molekulu vody. Vzniklý karbokation je poté okamžitě atakován molekulou alkoholu, odštěpením protonu z připojeného alkoholu pak vzniká výsledný acetal.

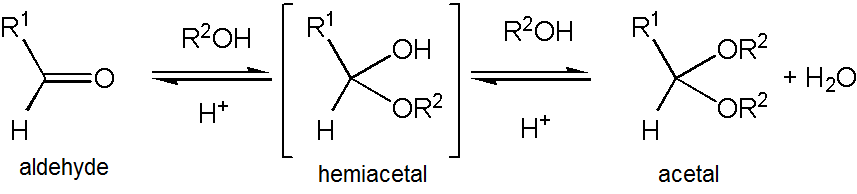
Přeměna aldehydu na acetal
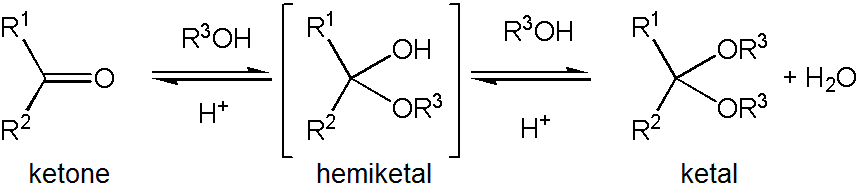
Přeměna ketonu na ketal

Acetaly jsou oproti poloacetalům obecně stabilnější, ovšem při jejich tvorbě se vytváří rovnováha s estery. V průběhu reakce, při níž vzniká acetal, je potřeba odstraňovat vodu, která způsobuje zpětnou hydrolýzu na poloacetal. Při vzniku acetalu se snižuje počet molekul v reakční soustavě a proto dochází i k poklesu entropie, což reakci znesnadňuje, obzvláště pokud místo každých dvou molekul jednosytného alkoholu reaguje jedna molekula diolu. Proces lze usnadnit použitím orthoesteru jako zdroje alkoholu, aldehydy a ketony reagují s orthoestery v procesu zvaném acetalová výměna za vzniku příslušného acetalu či ketalu. Voda vzniklá společně s acetalem je využita k hydrolýze orthoesteru a tím i produkci dalších molekul alkoholu, čímž se rovnováha posouvá doprava.
U mnoha karbonylových sloučenin existují zvláštní názvy pro jejich acetalové/ketalové formy, například acetal odvozený od formaldehydu se někdy nazývá „formal“.  Ketal odvozený od acetonu se obdobně nazývá acetonid.

## Použití
Acetaly se využívají v organické syntéze jako chránicí skupiny pro karbonylové sloučeniny, jelikož jsou stabilní vůči zásadité hydrolýze a vůči mnoha oxidačním i redukčním činidlům. Lze je použít k ochraně nejen karbonylových sloučenin (mírnou reakcí s alkoholem), ale též diolů (mírnou reakcí s karbonylovou sloučeninou); tímto způsobem se tedy dá ovládat také reaktivita sloučenin obsahujících v molekule alkoholovou i karbonylovou skupinu.

## Acetalizace

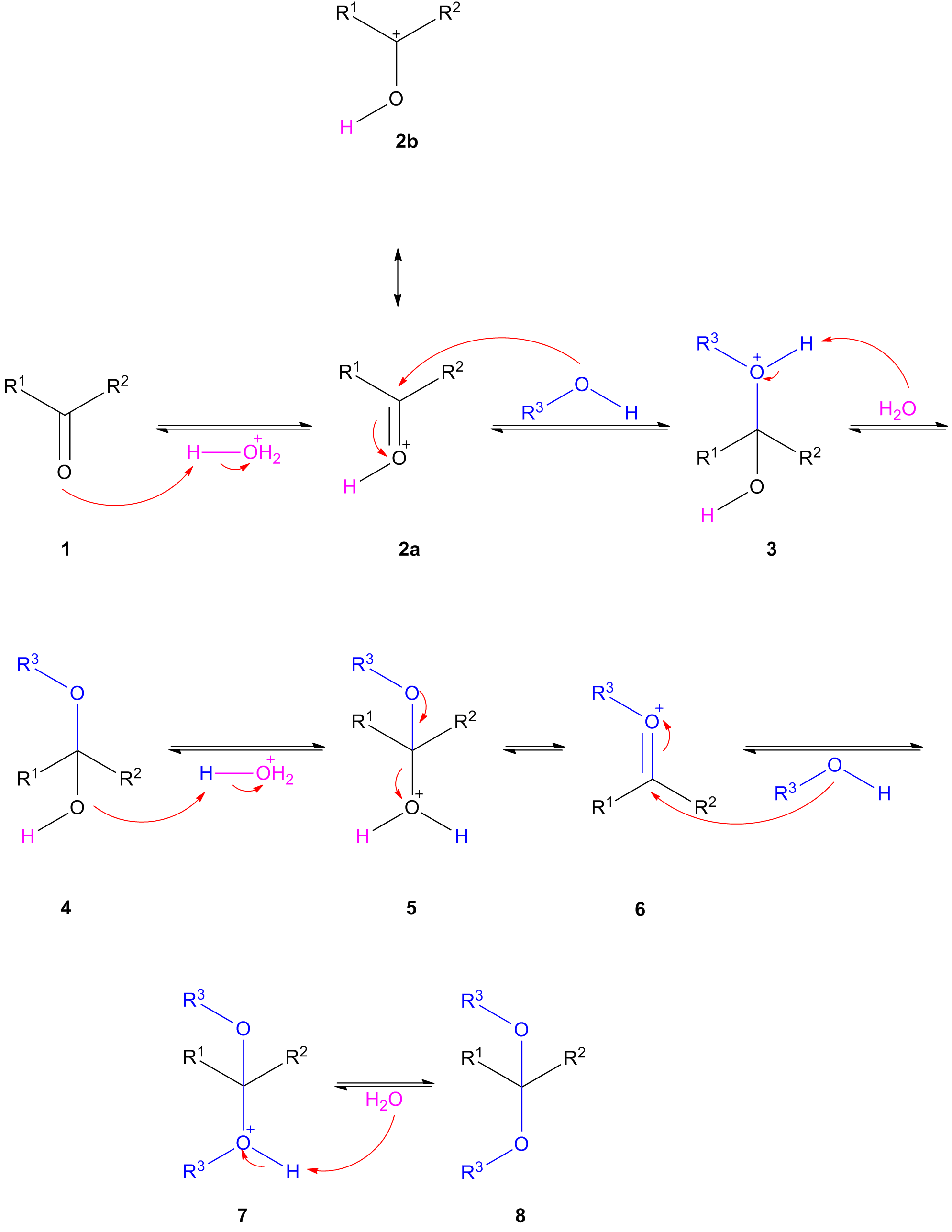
Mechanismus acetalizace

Acetalizace je organická reakce, při níž dochází k tvorbě acetalu (nebo ketalu). Jedním ze způsobů jejího provedení je nukleofilní adice alkoholu na aldehyd (nebo keton). Acetalizace se často využívá v organické syntéze za účelem vytvoření chránicí skupiny, jelikož jde o vratnou reakci.
Acetalizace se katalyzuje kyselinou a dochází při ní k odštěpení vody; v zásaditém prostředí neprobíhá. Odstraňováním vody z reakční směsi azeotropní destilací nebo jejím zachycováním pomocí molekulárních sít či oxid hlinitého lze rovnováhu reakce posunout ve prospěch acetalu.
Karbonylová skupina sloučeniny 1 přijme proton z hydroniového kationtu, protonovaný karbonyl 2 je aktivován pro nukleofilní adici alkoholu. Struktury 2a a 2b jsou mezomery. Po deprotonaci molekuly 3 vodou vzniká poloacetal nebo poloketal 4; jeho hydroxylová skupina je protonována za tvorby oxoniového kationtu 6, jenž přijme druhou alkoholovou skupinu, čímž se vytvoří molekula 7, z níž se nakonec deprotonací vytvoří acetal 8. Zpětná reakce probíhá při přidání vody do reakční směsi. V zásaditém prostředí jsou acetaly stabilní. Při transacetalizaci diol reaguje s acetalem nebo dvěma různými acetaly a to s každým zvlášť.